# 拉姆霍爾木茲
拉姆霍爾木茲是伊朗的城市，位於該國西南部札格羅斯山脈西部山腳，由胡齊斯坦省負責管轄，距離首府阿瓦士以東約80公里，處於首都德黑蘭西南510公里，海拔高度179米，2006年人口49,822。